# Martín Sanchez Olsen
Martín Sanchez Olsen (27 novembre 1991) è un giocatore di calcio a 5 e calciatore norvegese, portiere del Krohnsminde e portiere del Nest-Sotra.

## Carriera

### Calcio a 5

#### Club
Nel campionato 2015-2016, ha militato nelle file del Krohnsminde.

#### Nazionale
Sanchez Olsen ha rappresentato la Nazionale norvegese affiliata alla AMF.

### Calcio
Dopo aver giocato nel Bjarg, è stato ingaggiato dal Fana, in 2. divisjon. Ha esordito in squadra il 14 aprile 2012, nella sconfitta interna per 0-1 contro il Kristiansund. In quella stagione, ha totalizzato 19 presenze in campionato.
L'anno successivo è stato ingaggiato dal Nest-Sotra. Ha debuttato con questa casacca il 14 aprile 2013, nella vittoria per 1-3 sul campo del Flekkerøy. Ha totalizzato 28 presenze in stagione ed ha contribuito alla promozione in 1. divisjon. Ha giocato la prima partita in questa divisione il 6 aprile 2014, nella vittoria per 1-2 in casa del Ranheim. Il Nest-Sotra ha raggiunto la salvezza in quella stagione, con Sanchez Olsen che è stato impiegato in tutte le 26 partite di campionato.
Nel 2015, è stato ingaggiato dall'Åsane. Ha esordito il 12 aprile 2015, schierato titolare nella vittoria per 2-3 sul campo della sua ex squadra del Nest-Sotra. Il 25 novembre, l'Åsane ha reso noto che Sanchez Olsen non avrebbe fatto parte della rosa dell'anno successivo. Il 22 dicembre ha fatto così ritorno al Fana, a cui si è legato con un accordo valido a partire dal 1º gennaio 2016.
Il 4 dicembre 2016 ha fatto ufficialmente ritorno al Nest-Sotra, firmando un contratto valido a partire dal 1º gennaio 2017.

## Statistiche

### Presenze e reti nei club (calcio a 5)
Statistiche aggiornate al 1º marzo 2016.
| Stagione  | Club        | Campionato | Campionato | Campionato | Coppe nazionali | Coppe nazionali | Coppe nazionali | Coppe continentali | Coppe continentali | Coppe continentali | Supercoppe | Supercoppe | Supercoppe | Totale | Totale |
| Stagione  | Club        | Comp       | Pres       | Reti       | Comp            | Pres            | Reti            | Comp               | Pres               | Reti               | Comp       | Pres       | Reti       | Pres   | Reti   |
| --------- | ----------- | ---------- | ---------- | ---------- | --------------- | --------------- | --------------- | ------------------ | ------------------ | ------------------ | ---------- | ---------- | ---------- | ------ | ------ |
| 2015-2016 | Krohnsminde | ES         | ?          | -?         | -               | -               | -               | -                  | -                  | -                  | -          | -          | -          | ?      | -?     |
| Totale    | Totale      | Totale     | ?          | -?         |                 | -               | -               |                    | -                  | -                  |            | -          | -          | ?      | -?     |

### Presenze e reti nei club (calcio)
Statistiche aggiornate al 27 ottobre 2017.
| Stagione          | Club              | Campionato        | Campionato | Campionato | Coppe nazionali | Coppe nazionali | Coppe nazionali | Coppe continentali | Coppe continentali | Coppe continentali | Supercoppe | Supercoppe | Supercoppe | Totale | Totale |
| Stagione          | Club              | Comp              | Pres       | Reti       | Comp            | Pres            | Reti            | Comp               | Pres               | Reti               | Comp       | Pres       | Reti       | Pres   | Reti   |
| ----------------- | ----------------- | ----------------- | ---------- | ---------- | --------------- | --------------- | --------------- | ------------------ | ------------------ | ------------------ | ---------- | ---------- | ---------- | ------ | ------ |
| 2010              | Bjarg             | 3D                | ?          | -?         | CN              | ?               | -?              | -                  | -                  | -                  | -          | -          | -          | ?      | -?     |
| 2011              | Bjarg             | 3D                | ?          | -?         | CN              | ?               | -?              | -                  | -                  | -                  | -          | -          | -          | ?      | -?     |
| Totale Bjarg      | Totale Bjarg      | Totale Bjarg      | ?          | -?         |                 | ?               | -?              |                    | -                  | -                  |            | -          | -          | ?      | -?     |
| 2012              | Fana              | 2D                | 19         | -?         | CN              | 0               | 0               | -                  | -                  | -                  | -          | -          | -          | 19     | -?     |
| 2013              | Nest-Sotra        | 2D                | 26         | -25        | CN              | 2               | -5              | -                  | -                  | -                  | -          | -          | -          | 28     | -30    |
| 2014              | Nest-Sotra        | 1D                | 26         | -43        | CN              | 0               | 0               | -                  | -                  | -                  | -          | -          | -          | 26     | -43    |
| 2015              | Åsane             | 1D                | 12         | -23        | CN              | 3               | 0               | -                  | -                  | -                  | -          | -          | -          | 15     | -23    |
| 2016              | Fana              | 2D                | 24         | -?         | CN              | 1               | -3              | -                  | -                  | -                  | -          | -          | -          | 25     | -?     |
| Totale Fana       | Totale Fana       | Totale Fana       | ?          | -?         |                 | ?               | -?              |                    | -                  | -                  |            | -          | -          | ?      | -?     |
| 2017              | Nest-Sotra        | 2D                | 26         | -22        | CN              | 3               | -3              | -                  | -                  | -                  | -          | -          | -          | 29     | -25    |
| Totale Nest-Sotra | Totale Nest-Sotra | Totale Nest-Sotra | 78         | -90        |                 | 5               | -8              |                    | -                  | -                  |            | -          | -          | 83     | -98    |
| Totale            | Totale            | Totale            | ?          | -?         |                 | ?               | -?              |                    | -                  | -                  |            | -          | -          | ?      | -?     |